# Hiram Mier
Pour les articles homonymes, voir Mier.
Hiram Mier, né le 25 août 1989 à Monterrey au Mexique, est un footballeur international mexicain évoluant au poste de défenseur central. Il évolue dans le club de CD Guadalajara.

## Biographie

### Carrière en club
Hiram Mier commence sa carrière de footballeur dans l'équipe réserve de Monterrey durant trois saisons. Il débute véritablement en professionnel dans l'équipe première lors de la saison 2010-2011. 
Il commence sous le maillot de Monterrey le 25 août 2010 contre les américains de Sounders de Seattle lors de la Ligue des champions de la CONCACAF en tant que titulaire (2-0).
Quelques mois plus tard, en octobre 2010 il débute en championnat mexicain contre Club Necaxa (2-1). Il remporte ces deux compétitions le Tournoi d'ouverture du championnat du Mexique de 2010 et la Ligue des champions de la CONCACAF 2011 et ouvre ainsi son palmarès.
Le 14 décembre 2011, il marque le premier but de sa carrière lors Coupe du monde des clubs de la FIFA 2011 contre les champions d'Afrique les tunisiens de l'Espérance sportive de Tunis (3-2).

### Carrière en sélection
Hiram Mier est convoqué pour participer à la Copa América 2011 avec une équipe du Mexique remaniée (des jeunes de moins de 22 ans (renforcée par cinq éléments plus âgés)), le Mexique perd ses 3 matchs de poules et Hiram a été titulaire à chaque fois.
Auparavant, il a été appelé pour terminer la Gold Cup 2011 en remplaçant de joueurs mexicains exclus.

## Palmarès

### En club
CF Monterrey
| - Ligue des champions de la CONCACAF - Vainqueur (1) : 2011. - Tournoi d'ouverture du championnat du Mexique - Vainqueur (1) : 2010. |

### En sélection nationale
Mexique
| - Gold Cup - Vainqueur (1) : 2011 (0 match). - Jeux panaméricains - Vainqueur (1) : 2011. |

- Jeux olympiques d'été
  - Vainqueur (1) : Tournoi masculin de football aux Jeux olympiques d'été de 2012

## Statistiques
| Saison    | Club         | Championnat | Championnat | Championnat | Coupe(s) nationale(s) | Coupe(s) nationale(s) | Compétition(s) continentale(s) | Compétition(s) continentale(s) | Compétition(s) continentale(s) | Coupe du monde des clubs | Coupe du monde des clubs | Play-off | Play-off | Sélection | Sélection | Sélection | Total | Total |
| Saison    | Club         | Division    | M.          | B.          | M.                    | B.                    | Comp.                          | M.                             | B.                             | M.                       | B.                       | M.       | B.       | Équipe    | M.        | B.        | M.    | B.    |
| 2010-2011 | CF Monterrey | 1           | 18          | 0           | -                     | -                     | C1                             | 10                             | 0                              | -                        | -                        | 7        | 0        | Mexique   | 3         | 0         | 38    | 0     |
| 2011-2012 | CF Monterrey | 1           | 22          | 0           | -                     | -                     | C1                             | 5                              | 0                              | 2                        | 1                        | -        | -        | -         | -         | -         | 29    | 1     |